# Trachycentra prasina
Trachycentra prasina är en fjärilsart som beskrevs av Diakonoff 1968. Trachycentra prasina ingår i släktet Trachycentra och familjen äkta malar.
Artens utbredningsområde är Filippinerna. Inga underarter finns listade i Catalogue of Life.